# Der Kreis rollt
Der Kreis rollt ist eine alle zwei Jahre stattfindende Veranstaltung des Kreises Groß-Gerau, die zum ersten Mal 2012 durchgeführt wurde. Dabei wird eine Route über öffentliche Straßen des Kreises ausgewählt. Diese wird an einem Sonntag für den Autoverkehr gesperrt, stattdessen können Radfahrer, Inliner und andere nicht motorisierte Fahrzeuge oder Fußgänger auf dieser Route durch „den Kreis rollen“. Die gesamte Bevölkerung ist aufgerufen mitzumachen. 2016 wurde von 30.000 bis 40.000 Teilnehmern ausgegangen.
Für Verpflegung, aber auch interessante Ausstellungen an der Strecke sorgen Vereine und Institutionen in den Gemeinden, durch die die jeweilige Route hindurchführt.
Der Termin wurde in den letzten Jahren so ausgewählt, dass er in der dreiwöchigen Phase der Teilnahme des Kreis Groß-Gerau und seiner Kommunen am Stadtradeln liegt. Damit zählen die an diesem Aktionstag „erradelten“ Kilometer auch in der Wertung des Stadtradelns. Viele Gemeinden organisieren spezielle Radtouren zur Teilnahme.

## Veranstaltungen und Routen
- 2012: Groß-Gerau – Riedstadt – Stockstadt – Biebesheim – Gernsheim; veranstaltet im Mai 2012.[4]
- 2014: Erfelden – Trebur – Rüsselsheim – Ginsheim-Gustavsburg; veranstaltet am 18. Mai.[5]
- 2016: Schwimmbad Mörfelden – Worfelden – Klein-Gerau – Büttelborn – Berkach – Dornheim – Wolfskehlen – Goddelau – Stockstadt – Biebesheim; veranstaltet am 22. Mai[1]
- 2018: Bauschheim – Astheim – Trebur – Geinsheim – Leeheim – Erfelden; veranstaltet am 27. Mai.[6]
- 2020: Die ursprünglich für den 17. Mai 2020 geplante Veranstaltung wurde wegen Corona auf 2021 verschoben, später aber dann abgesagt.[7][8]
- 2023: Königstädten – Nauheim – Groß-Gerau – Berkach – Dornheim – Wolfskehlen – Goddelau – Stockstadt; wegen fehlendem Sicherheitskonzept auf 2024 verschoben[9]